# Lars Olsen
Lars Christian Olsen (ur. 2 lutego 1961 w Glostrup) – duński piłkarz grający na pozycji obrońcy, a następnie trener.

## Kariera piłkarska
Przygodę z piłką rozpoczynał w trzecioligowym klubie z rodzinnego miasta – Glostrup IF 32, szybko został zauważony przez obserwatorów Køge BK i od 1981 grał w barwach tego klubu. Z czasem stawał się jednym z najlepszych obrońców ligi duńskiej, na jego sprowadzenie w 1985 zdecydowało się Brøndby. W ciągu siedmiu lat gry w tym klubie sięgnął po pięć tytułów mistrzowskich i puchar kraju, brał udział w rozgrywkach Pucharu Mistrzów, doszedł do półfinału Pucharu UEFA w 1991. Jako piłkarz Drengene fra Vestegnen zadebiutował także w reprezentacji (w 1986) i został powołany na EURO w 1988 (rozegrał trzy mecze).
Sezon 1991/92 spędził w tureckim Trabzonsporze, w którego barwach wygrał puchar kraju. Na EURO w 1992 jako kapitan zwycięskiej drużyny zagrał we wszystkich spotkaniach.
Po tym triumfie przeniósł się do belgijskiego klubu RFC Seraing, a dwa lata później do szwajcarskiego FC Basel. W 1996 stracił swoje miejsce w kadrze i odzyskał je dopiero po powrocie do Brøndby IF. Znalazł się w kadrze na EURO w 1996 w drużynie Mortena Olsena, jednak nie zagrał tam w żadnym spotkaniu. Zakończył karierę w styczniu 1997.
W kadrze wystąpił 76 razy i strzelił 2 bramki.
| Sezon   | Klub           | Kraj       | Flaga      | Rozgrywki          | Mecze | Bramki |
| ------- | -------------- | ---------- | ---------- | ------------------ | ----- | ------ |
| 1979/80 | Glostrup IF 32 | Dania      | Dania      | 3. Division        | ?     | ?      |
| 1980/81 | Køge BK        | Dania      | Dania      | Superligaen        | 15    | 4      |
| 1981/82 | Køge BK        | Dania      | Dania      | Superligaen        | 30    | 3      |
| 1982/83 | Køge BK        | Dania      | Dania      | Superligaen        | 30    | 4      |
| 1983/84 | Køge BK        | Dania      | Dania      | Superligaen        | 30    | 0      |
| 1984/85 | Brøndby IF     | Dania      | Dania      | Superligaen        | 30    | 5      |
| 1985/86 | Brøndby IF     | Dania      | Dania      | Superligaen        | 26    | 2      |
| 1986/87 | Brøndby IF     | Dania      | Dania      | Superligaen        | 26    | 3      |
| 1987/88 | Brøndby IF     | Dania      | Dania      | Superligaen        | 26    | 0      |
| 1988/89 | Brøndby IF     | Dania      | Dania      | Superligaen        | 26    | 3      |
| 1989/90 | Brøndby IF     | Dania      | Dania      | Superligaen        | 26    | 0      |
| 1990/91 | Brøndby IF     | Dania      | Dania      | Superligaen        | 18    | 0      |
| 1991/92 | Trabzonspor    | Turcja     | Turcja     | Superliga          | 30    | 0      |
| 1992/93 | RFC Seraing    | Belgia     | Belgia     | Eerste Klasse      | 30    | 0      |
| 1993/94 | RFC Seraing    | Belgia     | Belgia     | Eerste Klasse      | 32    | 0      |
| 1994/95 | FC Basel       | Szwajcaria | Szwajcaria | Swiss Super League | 26    | 1      |
| 1995/96 | FC Basel       | Szwajcaria | Szwajcaria | Swiss Super League | 14    | 0      |
| 1995/96 | Brøndby IF     | Dania      | Dania      | Superligaen        | 13    | 1      |
| 1996/97 | Brøndby IF     | Dania      | Dania      | Superligaen        | 7     | 0      |

## Kariera trenerska
Od 1997 zajmował się szkoleniem zawodników klubu, w którym zakończył karierę. Pracował tam najpierw w roli trenera rezerw, potem jako asystent, a następnie jako opiekun młodzieży. W 2003 przejął drugoligowe Randers FC, które wprowadził do Superligaen w pierwszym sezonie. W 2006 już jako trener wygrał puchar kraju, co umożliwiło występ w Pucharze UEFA. Po wyeliminowaniu Akraness i FBK Kowno, RFC zostało dwukrotnie pokonane przez Trabzonspor i odpadło z rozgrywek. Latem 2007 objął funkcję szkoleniowca w zespole Odense BK, w którym pracował do 2010.
Pod koniec 2011 mianowany został selekcjonerem reprezentacji Wysp Owczych.